# Starý evangelický hřbitov v Bílsku-Bělé
Starý evangelický hřbitov v Bílsku-Bělé (Stary Cmentarz Ewangelicki w Bielsku-Białej) je nefunkční luterský hřbitov v Bílsku-Bělé na ul. Andrzeja Frycza-Modrzewskiego na tzv. Bílském Siónu na Horním Předměstí.
Byl založen byl roku 1833; nejstarší dochovaný náhrobek je z roku 1857. Po skončení druhé světové války přestal být používán a podléhal devastaci. Od roku 2006 je hřbitov chráněn jako kulturní památka (zabytek), je udržován a nejcennější náhrobky jsou renovovány. Zpřístupňován je pravidelně 1. listopadu.

## Pohřbené osobnosti (výběr)
- Carl Samuel Schneider, duchovní (superintendent) a politik
- Theodor Haase, duchovní (superintendent) a politik
- Theodor Sixt, továrník a filantrop
- Philipp Johann Ferdinand Schur, botanik